# 6 Horas de Silverstone 2017
Las 6 Horas de Silverstone 2017 fue un evento de carreras deportivas de resistencia celebrado en el Circuito de Silverstone cerca de Silverstone, Inglaterra los días 14-16 de abril de 2017. El evento sirvió como la ronda de apertura de la Temporada 2017 del Campeonato Mundial de Resistencia de la FIA. La carrera fue ganada por el Toyota TS050 Hybrid No. 2 ingresado por Toyota Gazoo Racing.

## Clasificación
Los ganadores de las poles en cada clase están marcados en negrita.
| Pos | Clase     | Equipo                           | Tiempo   | Brecha  | Grilla |
| --- | --------- | -------------------------------- | -------- | ------- | ------ |
| 1   | LMP1      | No. 7 Toyota Gazoo Racing        | 1:37.304 | —       | 1      |
| 2   | LMP1      | No. 8 Toyota Gazoo Racing        | 1:37.593 | +0.289  | 2      |
| 3   | LMP1      | No. 1 Porsche LMP Team           | 1:38.615 | +1.311  | 3      |
| 4   | LMP1      | No. 2 Porsche LMP Team           | 1:39.063 | +1.759  | 4      |
| 5   | LMP2      | No. 26 G-Drive Racing            | 1:44.387 | +7.083  | 5      |
| 6   | LMP2      | No. 36 Signatech Alpine Matmut   | 1:44.433 | +7.129  | 6      |
| 7   | LMP2      | No. 38 Jackie Chan DC Racing     | 1:44.591 | +7.287  | 7      |
| 8   | LMP2      | No. 31 Vaillante Rebellion       | 1:45.194 | +7.890  | 8      |
| 9   | LMP1      | No. 4 ByKolles Racing Team       | 1:45.235 | +7.931  | 9      |
| 10  | LMP2      | No. 13 Vaillante Rebellion       | 1:45.323 | +8.019  | 10     |
| 11  | LMP2      | No. 24 CEFC Manor TRS Racing     | 1:46.102 | +8.798  | 11     |
| 12  | LMP2      | No. 28 TDS Racing                | 1:46.183 | +8.879  | 12     |
| 13  | LMP2      | No. 25 CEFC Manor TRS Racing     | 1:46.494 | +9.190  | 13     |
| 14  | LMP2      | No. 37 Jackie Chan DC Racing     | 1:47.250 | +9.946  | 14     |
| 15  | LMGTE Pro | No. 67 Ford Chip Ganassi Team UK | 1:56.202 | +18.898 | 15     |
| 16  | LMGTE Pro | No. 71 AF Corse                  | 1:57.011 | +19.707 | 16     |
| 17  | LMGTE Pro | No. 95 Aston Martin Racing       | 1:57.117 | +19.813 | 17     |
| 18  | LMGTE Pro | No. 66 Ford Chip Ganassi Team UK | 1:57.269 | +19.965 | 18     |
| 19  | LMGTE Pro | No. 97 Aston Martin Racing       | 1:57.414 | +20.110 | 19     |
| 20  | LMGTE Pro | No. 51 AF Corse                  | 1:57.466 | +20.162 | 20     |
| 21  | LMGTE Pro | No. 91 Porsche GT Team           | 1:58.003 | +20.699 | 21     |
| 22  | LMGTE Pro | No. 92 Porsche GT Team           | 1:58.066 | +20.762 | 22     |
| 23  | LMGTE Am  | No. 98 Aston Martin Racing       | 1:59.562 | +22.258 | 23     |
| 24  | LMGTE Am  | No. 54 Spirit of Race            | 2:00.608 | +23.304 | 24     |
| 25  | LMGTE Am  | No. 77 Dempsey-Proton Racing     | 2:01.347 | +24.043 | 25     |
| 26  | LMGTE Am  | No. 61 Clearwater Racing         | 2:01.621 | +24.317 | 26     |
| 27  | LMGTE Am  | No. 86 Gulf Racing               | 2:01.925 | +24.621 | 27     |

## Carrera
Resultados por clase
| Pos. general | Pos. clase | Clase     | N.° | Escudería                 | Pilotos                                                   | Automóvil               | Vueltas | Tiempo/Retirado | Campeonato | Campeonato |
| Pos. general | Pos. clase | Clase     | N.° | Escudería                 | Pilotos                                                   | Automóvil               | Vueltas | Tiempo/Retirado | Pos.       | Puntos     |
| LMP          | LMP        | LMP       | LMP | LMP                       | LMP                                                       | LMP                     | LMP     | LMP             | LMP        | LMP        |
| ------------ | ---------- | --------- | --- | ------------------------- | --------------------------------------------------------- | ----------------------- | ------- | --------------- | ---------- | ---------- |
| 1            | 1          | LMP1      | 8   | Toyota Gazoo Racing       | Sébastien Buemi Anthony Davidson Kazuki Nakajima          | Toyota TS050 Hybrid     | 197     | 6:00:33.211     | 1          | 25         |
| 2            | 2          | LMP1      | 2   | Porsche LMP Team          | Timo Bernhard Earl Bamber Brendon Hartley                 | Porsche 919 Hybrid      | 197     | +6.173          | 2          | 18         |
| 3            | 3          | LMP1      | 1   | Porsche LMP Team          | Neel Jani André Lotterer Nick Tandy                       | Porsche 919 Hybrid      | 197     | +46.956         | 3          | 15         |
| 4            | 1          | LMP2      | 38  | Jackie Chan DC Racing     | Ho-Pin Tung Oliver Jarvis Thomas Laurent                  | Oreca 07-Gibson         | 184     | +13 vueltas     | 4          | 12         |
| 5            | 2          | LMP2      | 31  | Vaillante Rebellion       | Julien Canal Nicolas Prost Bruno Senna                    | Oreca 07-Gibson         | 184     | +13 vueltas     | 5          | 10         |
| 6            | 3          | LMP2      | 28  | TDS Racing                | François Perrodo Matthieu Vaxiviere Emmanuel Collard      | Oreca 07-Gibson         | 184     | +13 vueltas     | 6          | 8          |
| 7            | 4          | LMP2      | 36  | Signatech Alpine Matmut   | Nicolas Lapierre Gustavo Menezes Matt Rao                 | Alpine A470-Gibson      | 183     | +14 vueltas     | 7          | 6          |
| 8            | 5          | LMP2      | 26  | G-Drive Racing            | Roman Rusinov Pierre Thiriet Alex Lynn                    | Oreca 07-Gibson         | 183     | +14 vueltas     | 8          | 4          |
| 9            | 6          | LMP2      | 24  | CEFC Manor TRSM Racing    | Tor Graves Jonathan Hirschi Jean-Éric Vergne              | Oreca 07-Gibson         | 183     | +14 vueltas     | 9          | 2          |
| 10           | 7          | LMP2      | 25  | CEFC Manor TRSM Racing    | Roberto González Simon Trummer Vitaly Petrov              | Oreca 07-Gibson         | 182     | +15 vueltas     | 10         | 1          |
| 11           | 8          | LMP2      | 37  | Jackie Chan DC Racing     | David Cheng Alex Brundle Tristan Gommendy                 | Oreca 07-Gibson         | 182     | +15 vueltas     | 11         | 0.5        |
| 12           | 9          | LMP2      | 13  | Vaillante Rebellion       | Mathias Beche David Heinemeier Hansson Nelson Piquet, Jr. | Oreca 07-Gibson         | 172     | +25 vueltas     | 12         | 0.5        |
| 23           | 4          | LMP1      | 7   | Toyota Gazoo Racing       | Mike Conway Kamui Kobayashi José María López              | Toyota TS050 Hybrid     | 159     | +38 vueltas     | 13         | 0.5        |
| Ret          | Ret        | LMP1      | 4   | ByKolles Racing Team      | Oliver Webb Dominik Kraihamer James Rossiter              | Enso CLM P1/01-Nismo    | 155     | Retirado        | Ret        | Ret        |
| LMP2         |            |           |     |                           |                                                           |                         |         |                 |            |            |
| 4            | 1          | LMP2      | 38  | Jackie Chan DC Racing     | Ho-Pin Tung Oliver Jarvis Thomas Laurent                  | Oreca 07-Gibson         | 184     | 6:01:34.465     | 1          | 25         |
| 5            | 2          | LMP2      | 31  | Vaillante Rebellion       | Julien Canal Nicolas Prost Bruno Senna                    | Oreca 07-Gibson         | 184     | +19.376         | 2          | 18         |
| 6            | 3          | LMP2      | 28  | TDS Racing                | François Perrodo Matthieu Vaxiviere Emmanuel Collard      | Oreca 07-Gibson         | 184     | +21.268         | 3          | 15         |
| 7            | 4          | LMP2      | 36  | Signatech Alpine Matmut   | Nicolas Lapierre Gustavo Menezes Matt Rao                 | Alpine A470-Gibson      | 183     | +1 vuelta       | 4          | 12         |
| 8            | 5          | LMP2      | 26  | G-Drive Racing            | Roman Rusinov Pierre Thiriet Alex Lynn                    | Oreca 07-Gibson         | 183     | +1 vuelta       | 5          | 10         |
| 9            | 6          | LMP2      | 24  | CEFC Manor TRSM Racing    | Tor Graves Jonathan Hirschi Jean-Éric Vergne              | Oreca 07-Gibson         | 183     | +1 vuelta       | 6          | 8          |
| 10           | 7          | LMP2      | 25  | CEFC Manor TRSM Racing    | Roberto González Simon Trummer Vitaly Petrov              | Oreca 07-Gibson         | 182     | +2 vueltas      | 7          | 6          |
| 11           | 8          | LMP2      | 37  | Jackie Chan DC Racing     | David Cheng Alex Brundle Tristan Gommendy                 | Oreca 07-Gibson         | 182     | +2 vueltas      | 8          | 4          |
| 12           | 9          | LMP2      | 13  | Vaillante Rebellion       | Mathias Beche David Heinemeier Hansson Nelson Piquet, Jr. | Oreca 07-Gibson         | 172     | +12 vueltas     | 9          | 2          |
| LMGTE        |            |           |     |                           |                                                           |                         |         |                 |            |            |
| Pos. general | Pos. clase | Clase     | N.° | Escudería                 | Pilotos                                                   | Automóvil               | Vueltas | Tiempo/Retirado | Campeonato | Campeonato |
| Pos. general | Pos. clase | Clase     | N.° | Escudería                 | Pilotos                                                   | Automóvil               | Vueltas | Tiempo/Retirado | Pos.       | Puntos     |
| 13           | 1          | LMGTE Pro | 67  | Ford Chip Ganassi Team UK | Andy Priaulx Harry Tincknell Pipo Derani                  | Ford GT                 | 171     | 6:01:28.070     | 1          | 25         |
| 14           | 2          | LMGTE Pro | 51  | AF Corse                  | James Calado Alessandro Pier Guidi                        | Ferrari 488 GTE         | 171     | +15.604         | 2          | 18         |
| 15           | 3          | LMGTE Pro | 91  | Porsche GT Team           | Richard Lietz Frédéric Makowiecki                         | Porsche 911 RSR         | 171     | +26.585         | 3          | 15         |
| 16           | 4          | LMGTE Pro | 66  | Ford Chip Ganassi Team UK | Stefan Mücke Olivier Pla Billy Johnson                    | Ford GT                 | 171     | +27.491         | 4          | 12         |
| 17           | 5          | LMGTE Pro | 71  | AF Corse                  | Davide Rigon Sam Bird                                     | Ferrari 488 GTE         | 170     | +1 vuelta       | 5          | 10         |
| 18           | 6          | LMGTE Pro | 95  | Aston Martin Racing       | Nicki Thiim Marco Sørensen Richie Stanaway                | Aston Martin Vantage    | 170     | +1 vuelta       | 6          | 8          |
| 19           | 7          | LMGTE Pro | 97  | Aston Martin Racing       | Darren Turner Jonathan Adam Daniel Serra                  | Aston Martin Vantage    | 168     | +3 vueltas      | 7          | 6          |
| 20           | 1          | LMGTE Am  | 61  | Clearwater Racing         | Weng Sun Mok Keita Sawa Matt Griffin                      | Ferrari 488 GTE         | 166     | +5 vueltas      | 8          | 4          |
| 21           | 2          | LMGTE Am  | 98  | Aston Martin Racing       | Paul Dalla Lana Pedro Lamy Mathias Lauda                  | Aston Martin V8 Vantage | 166     | +5 vueltas      | 9          | 2          |
| 22           | 3          | LMGTE Am  | 77  | Dempsey-Proton Racing     | Christian Ried Matteo Cairoli Marvin Dienst               | Porsche 911 RSR (991)   | 166     | +5 vueltas      | 10         | 1          |
| 24           | 4          | LMGTE Am  | 86  | Gulf Racing UK            | Michael Wainwright Ben Barker Nick Foster                 | Porsche 911 RSR (991)   | 143     | +28 vueltas     | 11         | 0.5        |
| Ret          | Ret        | LMGTE Am  | 54  | Spirit of Race            | Thomas Flöhr Francesco Castellacci Miguel Molina          | Ferrari 488 GTE         | 165     | Retirado        | Ret        | Ret        |
| Ret          | Ret        | LMGTE Pro | 92  | Porsche GT Team           | Michael Christensen Kévin Estre                           | Porsche 911 RSR         | 95      | Retirado        | Ret        | Ret        |
| LMGTE Am     |            |           |     |                           |                                                           |                         |         |                 |            |            |
| 20           | 1          | LMGTE Am  | 61  | Clearwater Racing         | Weng Sun Mok Keita Sawa Matt Griffin                      | Ferrari 488 GTE         | 166     | 6:01:40.106     | 1          | 25         |
| 21           | 2          | LMGTE Am  | 98  | Aston Martin Racing       | Paul Dalla Lana Pedro Lamy Mathias Lauda                  | Aston Martin V8 Vantage | 166     | +1.768          | 2          | 18         |
| 22           | 3          | LMGTE Am  | 77  | Dempsey-Proton Racing     | Christian Ried Matteo Cairoli Marvin Dienst               | Porsche 911 RSR (991)   | 166     | +25.315         | 3          | 15         |
| 24           | 4          | LMGTE Am  | 86  | Gulf Racing UK            | Michael Wainwright Ben Barker Nick Foster                 | Porsche 911 RSR (991)   | 143     | +23 vueltas     | 4          | 12         |
| Ret          | Ret        | LMGTE Am  | 54  | Spirit of Race            | Thomas Flöhr Francesco Castellacci Miguel Molina          | Ferrari 488 GTE         | 165     | Retirado        | Ret        | Ret        |

Fuentes: FIA WEC.